# Иткули
Иткули (баш. Итҡол) — село в Караидельском районе Республики Башкортостан Российской Федерации. Входит в состав Артакульского сельсовета. 

## География

### Географическое положение
Расстояние до:
- районного центра (Караидель): 53 км,
- центра сельсовета (Артакуль): 8 км,
- ближайшей ж/д станции (Щучье Озеро): 72 км.

## Население
| 2002 | 2009 | 2010 |
| ---- | ---- | ---- |
| 104  | ↘99  | ↗101 |

Национальный состав
Согласно переписи 2002 года, преобладающая национальность — марийцы (80 %).